# Sobralia macrophylla
Sobralia macrophylla, tiếng Anh thường gọi là Large-leafed Sobralia, là một loài phong lan có ở Trung Mỹ tới miền nam châu Mỹ nhiệt đới.

## Hình ảnh

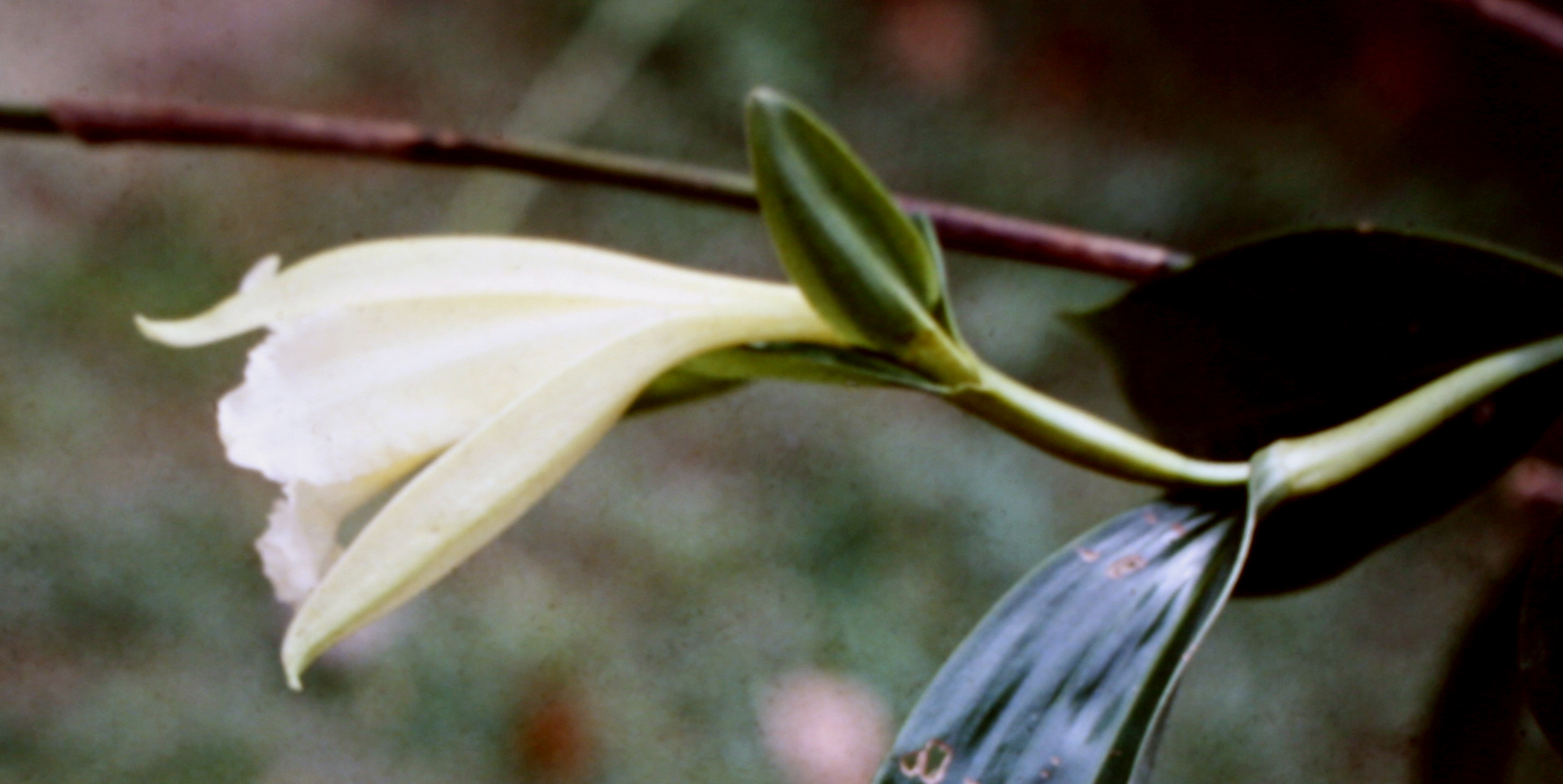
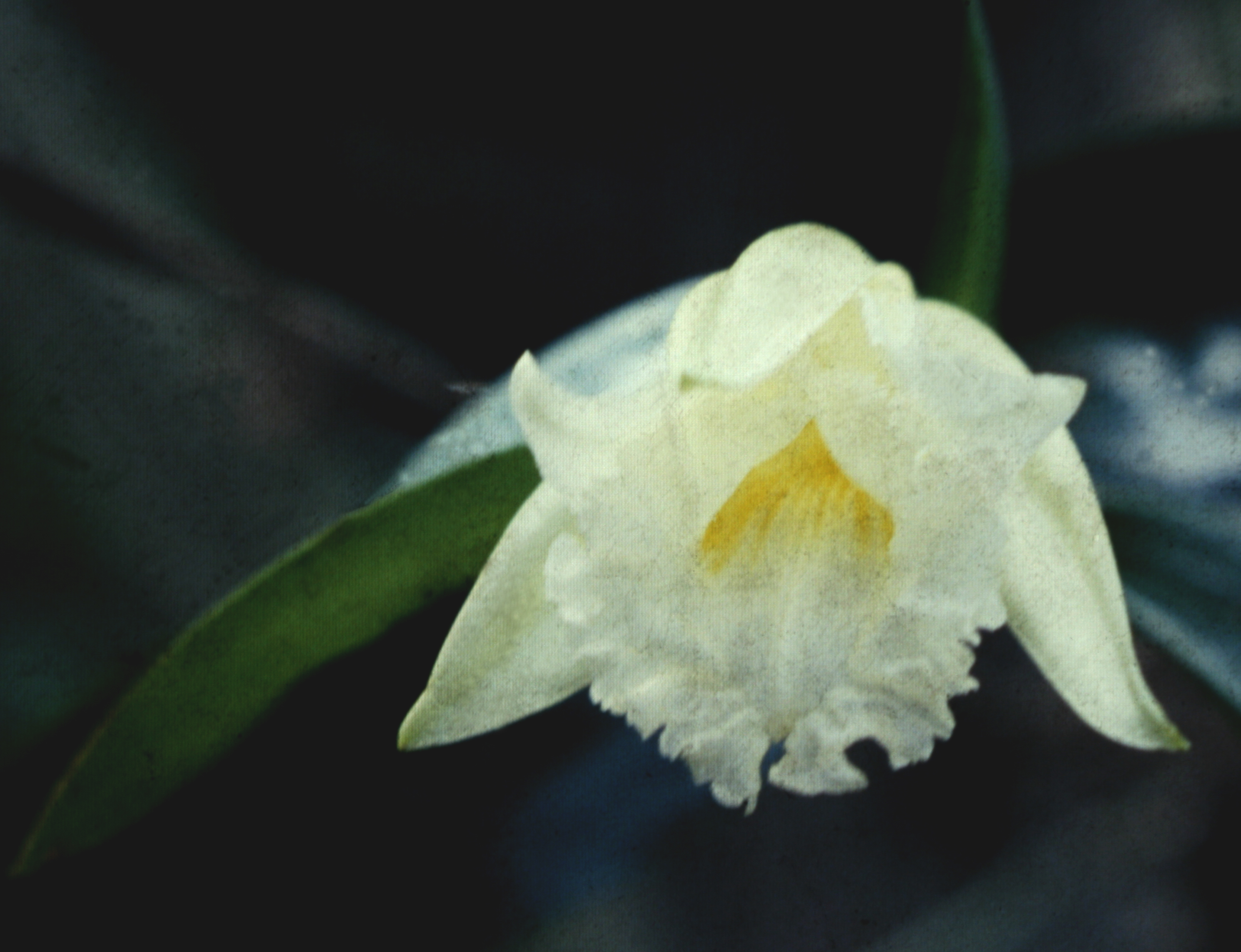
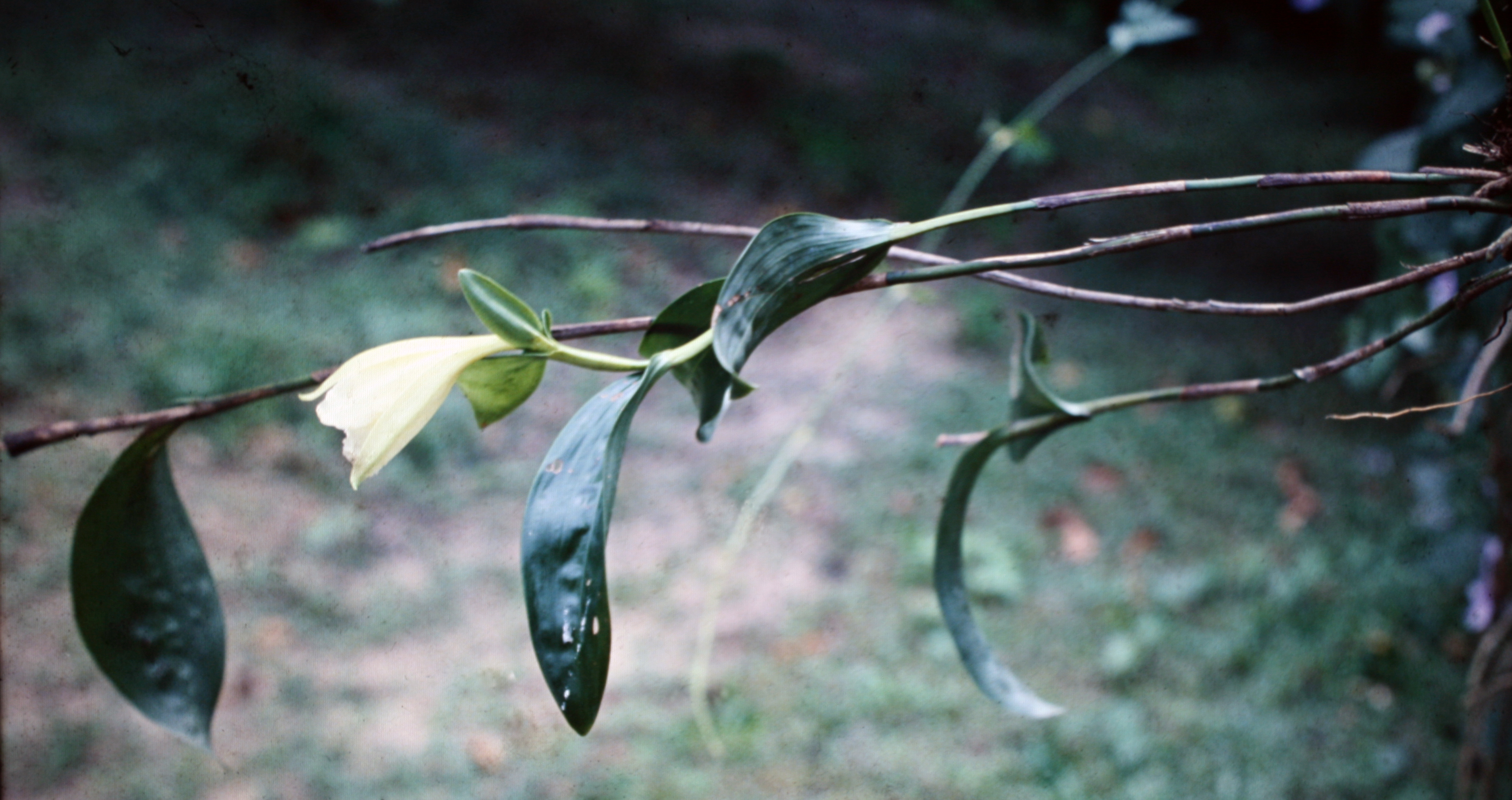